# Qntal
Qntal (Кунтал) — німецький «електро-середньовічний» гурт, який утворили 1991 року Міхаель Попп та Ернст Горн. Згодом до них приєдналася вокалістка Syrah (ака Зіґрід Гаузен). Корені гурту походять із Estampie, колективу з подібним стилем, але іншим жанром; Міхаель Попп та Syrah були учасниками Estampie. Горн покинув гурт 1999 року, аби сконцентруватися на іншому своєму проекті — Deine Lakaien. Пізніше він організував Helium Vola. На його місце у Qntal прийшов Філіпп Ґрот.
Тексти пісень переважно беруть із історичних джерел. На перших трьох альбомах пісні були переважно латинською, середньовічною німецькою, ґалісійсько-португальською та кількома іншими європейськими мовами. На Qntal IV музиканти додали кілька пісень англійською.
Qntal брали участь у багатьох фестивалях ґотичної та індустріальної музики, як-то Wave-Gotik-Treffen та M'era Luna. Дебютний виступ Qntal у США відбувся у вересні 2004 на Dracula's Ball у Філадельфії. У 2007 та 2008 рр. гурт узяв участь у Bad Faerie Ball та в Philadelphia FaerieCon.
Слово «Qntal» взято зі сна Syrah. Його вимову в різних джерелах подають по-різному.Сама ж Syrah на живих виступах вимовляє це слово так: [kn̩tal].

## Учасники
Теперішні
- Syrah (Зіґрід Гаузен) (Sigrid Hausen) — спів (з 1991)
- Міхаель Попп (Michael Popp) — спів, фідель, саз, шалмей, уд, тар (з 1991)
- Fil (Філіпп Ґрот) (Philipp Groth) — клавішні, спів, гітара, програмування (з 2002)

Колишні
- Ернст Горн (Ernst Horn) (1991—1999)

## Дискографія
Альбоми
- Qntal I (Gymnastic Records, 1992)
- Qntal II (Gymnastic Records, 1995)
- Qntal III: Tristan und Isolde (Stars in the Dark / Noir Records, 2003)
- Nihil (Stars in the Dark / Vielklang Musikproduktion, 2003)
- Illuminate (Noir Records, 2004)
- Qntal IV: Ozymandias (Drakkar Entertainment / Noir Records, 2005)
- Qntal V: Silver Swan (Noir Records, 2006)
- Qntal VI: Translucida (2008)
- Purpurea: The Best Of (2008)

Синґли
- O, Tristan (2002)
- Entre Moi (2003)
- Cupido (2005)
- Flamma (2005)
- Von den Elben (2006)
- Sumer (2008)

Спеціальне видання
- Qntal V: Silver Swan 2CD (2006) оформлено роботами Браяна Фроуда